# Сепычевское восстание
Сепычевское восстание — крупнейшее крестьянское восстание в Прикамье летом 1918, охватившее несколько волостей Оханского уезда Пермской губернии и Глазовского уезда Вятской губернии.

## История

#### Предпосылки
Изъятие хлебных излишков, насилие и произвол продотрядов, деятельность комбедов в течение лета 1918 г. подготовили почву для крестьянского восстания.
13 августа жители Сепычевской волости выслали заявление в Оханский ЧК «по поводу бесчинств, творимых продотрядом», но ответа не последовало.
Поводом к восстанию послужила объявленная Сепычевским волисполкомом 16 августа мобилизация в Красную Армию рядового состава 1896 —1897г. и бывших унтер-офицеров 1893—1895 годов рождения. Мобилизованных солдат предполагалось использовать при подавлении восстания ижевских и воткинских рабочих. Позже Сепычевский волостной исполком было ввёдное военное положение,  обязал всех военнообязанных граждан от 18 до 45 лет явиться утром 18 августа на сборный пункт.

##### Хронология восстания
Утром 18 августа собрание граждан Сепычевской волости числом около 2000 человек, включая и самих призывников, возглавленное зажиточными крестьянами прапорщиком Василием Мальцевым и Александром Селивановым, вынесло резолюцию, главными требованиями которой были: отказ от явки селян по мобилизации и сдавать скот и хлеб для Красной Армии. Днем были выловлены и арестованы сторонники большевиков, которые подверглись жестоким пыткам, а на следующий день расстреляны или зверски убиты. Секретарь исполкома Совета С. Елохов был привязан к лошадям и разорван, председатель исполкома П. Жданов до полусмерти избит, облит бензином и подожжен,  его труп брошен в болото. За всё время было убито 46 коммунистов,ещё несколько сот подверглось публичной порке.
Также бунты произошли в Путинской, Григорьевской, Бубинской, Ново-Путинской и Вознесенской волостях. Высланные по деревням повстанцы-дружинники арестовали приверженцев советской власти и согнали к месту пыток в село Сепыч.
Вооружившись охотничьими ружьями, старыми берданками, пиками, топорами, косами и несколькими винтовками, отобранными у красногвардейцев, была организована оборона, отбито наступление отряда красноармейцев 18-го числа. а 21 августа отброшена сотня красногвардейцев, прибывшая из сёл Буб и Усть-Буб. Также был обборудован наблюдательный пункт в колокольне Сретенской церкви, откуда звоном подавался сигнал о приближении врага.
Для подавления восстания был создан военно-революционный штаб волостей Оханского уезда. В Верещагино, Очёре, Павловске и Оханске были сформированы отряды, которые вместе с подразделением губернской ЧК под руководством Г. Воробцева, вооружившись артиллерийской батареей и пулемётами двинулись на подавление мятежа. Повстанцы перехватили телеграмму, что на подавление восстания выдвинулся батальон Красной Армии. В тот момент оборона расстроилась, а в рядах восставших произошел раскол: часть селян, боясь расправы, провело собрание , на котором переизбрали выдвинутых повстанцами представителей местной власти, освободили арестованных и посадили активных участников восстания, установили контакт с красногвардейским отрядом в селе Буб. Днем 22 августа подошел большой красногвардейский отряд, необходимости в его присутствии уже не было. Восставшие к этому моменту были деморализованы и красноармейцы почти без боя вошли в Сепыч. В отдельных деревнях Верхокамья открытое сопротивление продолжалось до начала сентября. 

#### Последствия
25 августа приехалГубЧК из Перми. 83 Активных участника восстания расстреляли, мстя за расправу 46 коммун На село наложена контрибуция в 50 тыс. рублей, чтоб «неповадно было больше бунтовать».